# Pandora (astronomia)
Pandora è un satellite naturale di Saturno. Venne scoperto nel 1980 dalle fotografie riprese dalla sonda Voyager 1 e venne chiamato 1980 S 26.

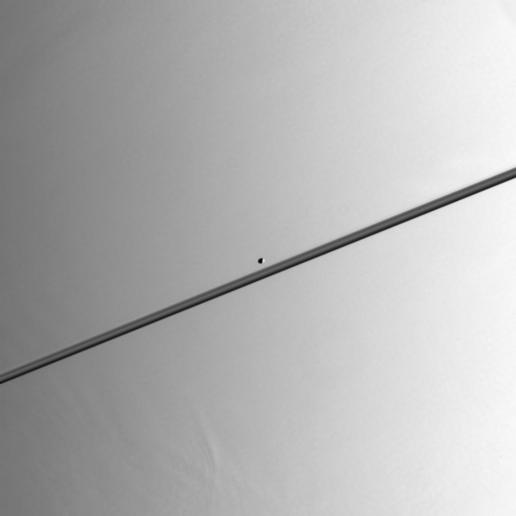
Pandora ripresa dalla sonda Cassini nel 2005; sullo sfondo sono presenti gli anelli di Saturno

Pandora è una luna pastore dell'Anello F di Saturno ed è maggiormente craterizzata rispetto al vicino satellite Prometeo. Possiede almeno due grandi crateri da impatto di circa 30 km di diametro.
Come per Prometeo, anche i dati di Pandora sulla sua densità molto bassa e il suo relativamente elevato albedo, ipotizzano che sia un corpo celeste ghiacciato e poroso. Tuttavia questi dati non sono sicuri e devono essere confermati.
L'orbita di Pandora appare caotica, a causa della risonanza del moto con Prometeo e presenta modifiche apprezzabili ogni 6,2 anni, quando il periasse di Pandora si allinea con l'apoasse di Prometeo e le lune si avvicinano a meno di 1400 km. Pandora possiede anche una risonanza con il satellite Mimante.